# Бахарь
Ба́харь (ба́хирь, бахо́ра, баятель) — рассказчик, сказыватель басен, историй, сказок в древней Руси. Чаще всего это были слепые старцы. 
Также означает: говорун, краснобай, рассказчик, сказочник;  хвастун, бахвал; заговорщик, знахарь.
Бахари были у царей Михаила Фёдоровича (Клим Орефин, Петр Сапогов и Богдан Путята) и Василия Шуйского — (Иван).

## Цитаты
- «Бахарь, что сахар: а в подонках пушина».  (Пословица. Владимир Даль, «Толковый словарь»)

- «Лев Степанович был слепой сказочник (он был уже стариком, когда я знал его), — остаток старинного барства, барства деда. Он был куплен только для того, чтобы рассказывать сказки». (Лев Толстой, «Воспоминания детства»)